# Arrondissement de Lauenbourg-en-Poméranie

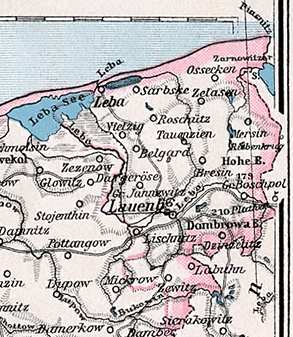
Le territoire de l'arrondissement en 1905

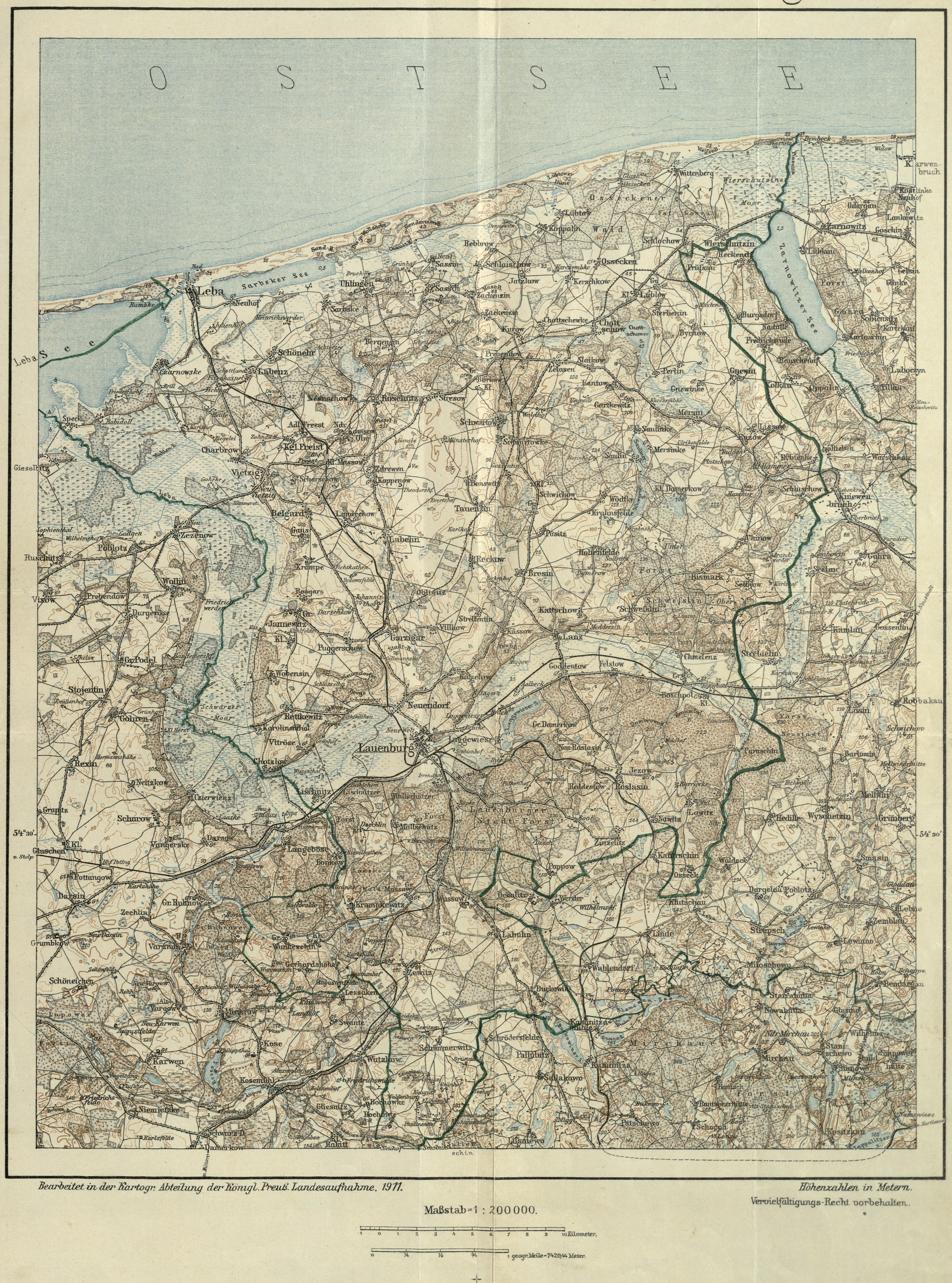
Carte de l'arrondissement de 1911

L'arrondissement de Lauenbourg-en-Poméranie, situé en Poméranie, est l'arrondissement le plus à l'est de la province prussienne de Poméranie de 1846 à 1945. Son chef-lieu est la ville de Lauenbourg-en-Poméranie. L'ancien territoire de l'arrondissement fait maintenant partie de la voïvodie polonaise de Poméranie.

## Géographie
L'arrondissement se trouve sur la côte de la mer Baltique, sa pointe la plus méridionale s'avançant d'environ 40 kilomètres à l'intérieur des terres. À l'ouest, la rivière Leba forme en partie la frontière avant de diviser l'arrondissement en une moitié nord et une moitié sud. À l'est, l'arrondissement confine à la province de Prusse-Occidentale et, à partir de 1920, à la Pologne du fait de l'établissement du corridor de Dantzig. Au sud, la moraine terminale (de) de Poméranie avec de vastes zones forestières domine le paysage, au nord du Leba, il y a un paysage morainique au sol (de) dominé par des terres arables. Au sud comme au nord de la Leba, on trouve des reliefs tels que le mont Dombroma (210 mètres) et le mont Schlüssel (115 mètres) au nord. Deux lacs remarquables marquent respectivement la frontière ouest et la frontière Est au nord : le lac Łeba (de) et le lac Żarnowiec. En 1910, l'arrondissement a une superficie de 1229 km².

## Histoire
L'arrondissement de Lauenbourg est créé le 1er janvier 1846 à partir de la partie nord de l'arrondissement de Lauenbourg-Bütow. L'arrondissement de Lauenbourg-Bütow a été créé en 1773 à partir des districts de Lauenburg et de Bütow. L'arrondissement fait partie au district de Köslin dans la province prussienne de Poméranie. En 1871, l'arrondissement comprend les villes de Lauenbourg et de Leba, 70 communes et 110 districts de domaine.
Lorsque, à la fin de la Première Guerre mondiale, la majorité de la province de Prusse-Occidentale revient à la Pologne à la suite du traité de Versailles, les communes de Burgsdorf, Fredrichsrode, Kniewenbruch, Kolkau (de), Ockalitz, Oppalin, Prüssau, Rauschendorf, Reckendorf et Rieben (de), sont rattachées en 1919 à l'arrondissement de Lauenbourg à partir de la dissolution de l'arrondissement de Neustadt-en-Prusse-Occidentale (de) . L'agrandissement du territoire fait passer la superficie de l'arrondissement à 1289 km².
Le 30 septembre 1929, une réforme territoriale a lieu dans l'arrondissement de Lauenbourg-en-Poméranie, conformément à l'évolution dans le reste de la Prusse, au cours de laquelle tous les districts de domaine indépendants sont dissous et attribués à des communes voisines. Avec l'introduction de la loi constitutionnelle prussienne du 15 décembre 1933, il y a à partir du 1er janvier 1934 une constitution communale uniforme pour toutes les communes prussiennes. Avec l'introduction du code municipal allemand du 30 janvier 1935, le principe de leader est imposé au niveau communal à partir du 1er avril 1935. Une nouvelle constitution d'arrondissement n'est plus créée ; le règlement des districts pour les provinces de Prusse-Orientale et Occidentale, de Brandebourg, de Poméranie, de Silésie et de Saxe du 19 mars 1881 est resté en vigueur.
Au printemps 1945, l'Armée rouge conquiert le territoire de l'arrondissement. Il est placé sous l'administration de la République populaire de Pologne. Par la suite, l'administration polonaise expulse la population de l'arrondissement et le fait coloniser par des polonais.

## Démographie
| Année | Habitants | Remarques |
| ----- | --------- | --- |
| 1846  | 33 989    | [ 4 ] |
| 1867  | 42 979    | au 3 décembre, dont 39 867 protestants, 2209 catholiques et 431 juifs, 630 Polonais (dans le sud-est et le nord-est du l'arrondissement), |
| 1871  | 42 811    | au 1er décembre, dont 39 706 protestants, 2394 catholiques, 252 autres chrétiens, 455 juifs et quatre autres                              |
| 1890  | 43 517    | [ 7 ] |
| 1900  | 45 986    | [ 7 ] |
| 1910  | 52 851    | [ 7 ] |
| 1925  | 62.115    | [ 7 ] |
| 1933  | 62 434    | [ 7 ] |
| 1939  | 62 287    | [ 7 ] |

## Administrateurs de l'arrondissement
- 1846-1852 : Werner von Selchow
- 1852-1883 : Swantus von Bonin
- 1883-1885 : Friedlander
- 1885-1894 : von Köller
- 1894-1909 : Hermann von Somnitz (de)
- 1909-1917 : Wilhelm Kutscher
- 1917-1934 : Arnold Kressmann (de)
- 1934-1937 : Gustav Berlin
- 1937-1939 : Artur Heemann
- 1939-1944 : Artur
- 1944-1945 : Malmendier

## Villes et communes
Au cours des dernières années de son existence, l'arrondissement de Lauenbourg comprend deux villes et 99 autres communes. Les changements de nom de 1937 ne sont pas inclus dans la liste suivante :
- Althammer (en)
- Belgard
- Bergensin
- Bismark (en)
- Bochow
- Borkow (en)
- Bresin (de)
- Buckowin
- Bychow (de)
- Charbrow
- Chinow (en)
- Chmelenz (en)
- Chottschow
- Freist
- Gans
- Garzigar
- Gerhardshöhe
- Gnewin
- Goddentow (en)
- Groß Boschpol (de)
- Groß Damerkow (en)
- Groß Jannewitz
- Groß Massow
- Groß Schwichow (en)
- Hohenfelde (en)
- Jatzkow (en)
- Kamelow
- Kattschow (en)
- Kerschkow (de)
- Klein Boschpol (en)
- Klein Damerkow (en)
- Klein Jannewitz
- Klein Massow
- Klein Schwichow
- Kniewenbruch (en)
- Kolkau (de)
- Koppalin (de)
- Koppenow
- Krahnsfelde (en)
- Krampe
- Krampkewitz
- Kurow (en)
- Labehn
- Labenz
- Labuhn
- Landechow
- Lantow (en)
- Lanz
- Lauenbourg-en-Poméranie, ville
- Leba, ville
- Lischnitz
- Lowitz (en)
- Lüblow (en)
- Lübtow (de)
- Luggewiese
- Mackensen
- Mallschütz
- Mersin (en)
- Nawitz (en)
- Neuendorf (de)
- Neuhof
- Osseck (en)
- Paraschin (en)
- Perlin (en)
- Poppow
- Prüssau
- Pusitz (en)
- Rauschendorf (en)
- Reckow
- Rettkewitz
- Rieben (de)
- Roschütz
- Roslasin (en)
- Sarbske
- Sassin (de)
- Saulin (de)
- Saulinke (en)
- Schimmerwitz
- Schlaischow (de)
- Schlochow
- Schluschow (en)
- Schönehr
- Schwartow (en)
- Schweslin (en)
- Sellnow (en)
- Speck
- Strellentin (en)
- Tadden (de)
- Tauenzin
- Uhlingen
- Vietzig
- Villkow
- Wierschutzin
- Wittenberg
- Wobensin
- Wunneschin
- Wussow
- Zackenzin (de)
- Zelasen (en)
- Zewitz
- Zinzelitz (de)

### Communes dissoutes
- Burgsdorf, le 1er janvier 1936 à Bychow
- Rosgars, 1928 à Groß Jannewitz
- Rybienke, 1930 à Althammer
- Scharschow, vers 1900 transformé en district de domaine, 1928 à Vietzig
- Schwartowke, 1928 à Schwartow

### Changements de nom
En 1937, certains noms de lieux sont germanisés. Il s'agit le plus souvent d'ajustements phonétiques, de traductions ou d'inventions libres :
- Charbrow → Degendorf
- Chmelenz → Hammerfelde
- Chottschewke → Goten
- Chottschow → Gotendorf
- Paraschin → Paretz
- Sarbske → Sarsen
- Zelasen → Hohenwaldheim
- Zinzelitz (de) → Spechtshagen

## Infrastructure
En 1939, 63 985 personnes vivent dans l'arrondissement de Lauenbourg, ce qui corresponde à une densité de population d'environ 49 habitants au kilomètre carré. En plus de la ville d'arrondissement de Lauenbourg avec 19 800 habitants, Leba avec 2 800 habitants (dans les deux cas en 1939) est la seconde ville d'arrondissement. Il y a aussi 99 communes. 75 pour cent de la population travaille, dont la majorité dans l'agriculture et la sylviculture (60 %). L'industrie s'oriente également principalement vers les besoins agricoles. La pêche est pratiquée sur la côte.
Deux routes nationales importantes traversent le district : la route impériale de Stolp à Dantzig et la route nationale du nord au sud de Leba à Graudenz. Le raccordement au réseau ferroviaire allemand est assuré depuis 1870 par la Compagnie des chemins de fer Berlin-Stettin (de) assure la ligne de Stargard à Dantzig (de). La ville d'arrondissement de Lauenbourg, qui est développée en nœud ferroviaire local par les chemins de fer prussiens, s'y trouve également. Des embranchements sont ouverts :
- 1899 à Leba sur la côte baltique (de)
- 1902 à Butow (de) et
- 1905 à Karthaus-en-Prusse-Occidentale (de)

Le nord de l'arrondissement est desservi par une ligne de chemin de fer construite par deux sociétés dans lesquelles l'arrondissement a des participations. Dans l'arrondissement voisin, alors situé en Prusse-Occidentale, la Kleinbahn AG Neustadt-Prüssau (de) commence à fonctionner en 1902 et prolonge la ligne en 1905 jusqu'à Chottschow [1939 : Gotendorf] dans l'arrondissement de Lauenbourg. En 1910, le chemin de fer à voie étroite Gotendorf-Garzigar (de) rejoint la ligne ferroviaire d'État Lauenbourg-Leba (de) à l'ouest. De 1910 à 1926, la Kleinbahn AG Freest-Bergensin (de) exploite encore un chemin de fer de marchandises au sud de Leba.
Deux routes nationales importantes traversent également l'arrondissement : la Reichsstraße de Stolp à Dantzig (de) et la route nationale du nord au sud de Leba à Graudenz.